# حزب روكينجهام
كان حزب روكينجهام (بالإنجليزية: Rockingham Whigs)‏ في السياسة البريطانية في القرن الثامن عشر فصيل من حزب الأحرار البريطاني الذي قاده تشارلز واتسون ونتورث، ماركيز روكينجهام الثاني، من حوالي 1762م حتى وفاته في 1782م. استحوذ حزب روكينجهام على السلطة لفترة قصيرة من عام 1765م إلى عام 1766م ومرة أخرى في عام 1782م، وكان في العادة مُعارضًا لمُختلف الوزارات في تلك الفترة.